# Antonio Valente
Antonio Valente (1520 circa – Napoli, 1601) è stato un compositore e organista italiano attivo tra il 1540 ed il 1580.

## Biografia

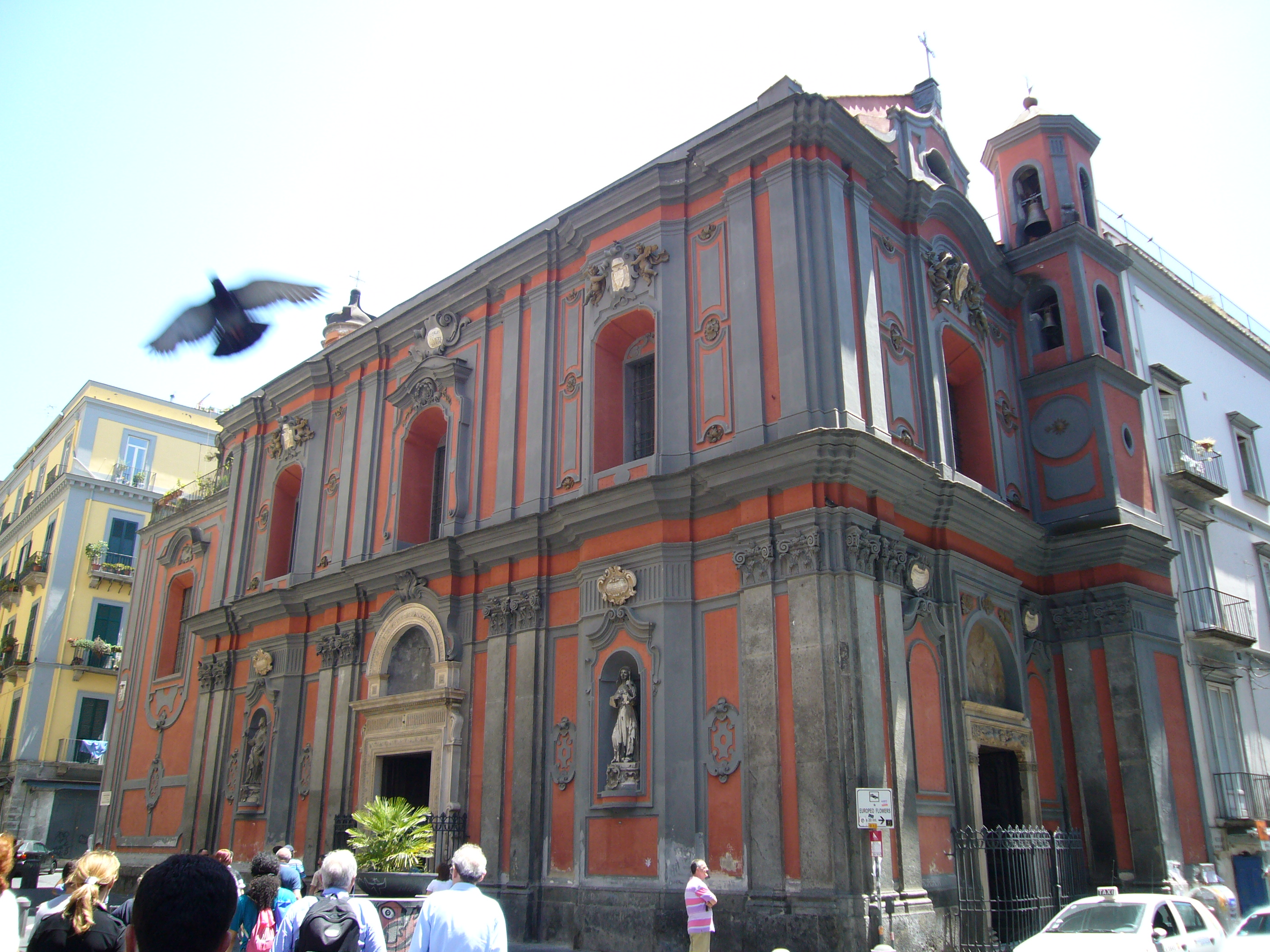
La chiesa Sant'Angelo a Nilo ove lavorò Valente

Napoletano d'adozione, stando alla prefazione di Fra' Alberto Mazza al suo Intavolatura de cimbalo del 1576, egli era cieco fin dalla prima infanzia. Fu organista a Napoli in Sant’Angelo a Nilo dal 1565 fino al 1580, raddoppiando il suo stipendio durante questo lasso di tempo.
La sua opera Intavolatura de cimbalo è scritta in una variante poco usata delle intavolature di tastiera simile a quella di Antonio de Cabezón: con i numeri da 1 a 23 vengono indicati i tasti e una croce su un numero significa che deve essere alzata di un semitono. Nel libro Valente si augura che gli studenti in tal modo possano scoprire "nuovi modi per acquisire facilità nel suonare lo stromento".
La più antica Fantasia che si conosca per strumento a tastiera si trova nell'Intavolatura da cimbalo di Antonio Valente; due dei Versi per organo di Valente sono ricercare imitativi, mentre un terzo assomiglia a una toccata.
Valente viene citato insieme a vari compositori italiani (Luzzasco Luzzaschi, Cavaccio, Diruta, Cima, Fattorini e Palestrina) tra coloro che hanno fatto evolvere forme quali ricercare e toccata nella seconda metà del 500, attraverso un senso spiccato della struttura e una tecnica dell'imitazione tematica (contrappunto) molto sviluppata.
Storicamente si fa discendere da queste forme le forme compiute di Johann Sebastian Bach, come il preludio e la fuga.
L'Intavolatura contiene esempi di quasi tutte le forme per tastiera del tempo. La fantasia è suddivisa in una sezione melodica libera e in una contrappuntistica, una caratteristica condivisa dalle toccate di Trabaci e dal successivo preludio e fuga. I sei ricercari, tranne il secondo, contengono soggetti multipli e la loro intavolatura mostra diversi passaggi melodici accompagnati con accordi, tipici della musica per liuto del 500. Le prime 2 versioni della chanson Sortez mes pleurs di Philippe de Monte (‘Sortemeplus’ in Valente), chiamate 'con alcuni fioretti', contengono solo occasionalmente trilli e gruppetti (la doppia appoggiatura), mentre la terza versione, chiamata 'disminuita', mostra un uso quasi continuo della diminuzione (in senso di abbellimenti, da non confondere con omonimo procedimento ritmico). Le danze sono tutte Gagliarde (danza di origine franco-italiana, di carattere vivace, metro ternario, dal 1600 ca. controdanza di corte della pavana), a prescindere dal titolo; Valente vi impiega triadi parallele, tipiche del gusto popolare. La scrittura contrappuntistica presente in Versi spirituali del 1580 mostra una chiara evoluzione rispetto ai primi libri. I versi erano scritti per essere usati in tutti i servizi religiosi, e non come spesso accadeva per il solo Ufficio monastico; essi non impiegano la formula della nota di recita (tipica della salmodia dal V secolo in poi): sono dunque i primi pervenuti che non utilizzano questa formula, e precedono anche quelli di Giovanni Maria Trabaci.

## Opere
- Intavolatura de cimbalo... libro primo (Napoli, 1576)
- Versi spirituali sopra tutte le note, con diversi canoni spartiti per sonar ne gli organi, messe, vespere, et altri officii divini (Napoli, 1580)